# Grigorij Kozincew
Grigorij Michajłowicz Kozincew  (ros. Григо́рий Миха́йлович Ко́зинцев ur. 9 marca?/22 marca 1905 w Kijowie, zm. 11 maja 1973 w Leningradzie) – radziecki reżyser i scenarzysta filmowy.

## Życiorys
Grigorij Kozincew urodził się 22 marca 1905 w Kijowie. Studiował malarstwo w Piotrogrodzie, gdzie wraz z Leonidem Traubergiem i Siergiejem Jutkiewiczem był w 1921 współzałożycielem awangardowego ugrupowania FEKS-ów (Fabryka Ekscentrycznego Aktora). W latach 20. wraz z Traubergiem zrealizował filmy: Przygody Oktiabryny (1924), Szynel 1926), Nowy Babilon (1929) i in., a w latach 30. głośną Trylogię o Maksymie (1934–1939). 
Po wojnie Kozincew stworzył samodzielnie filmy: Don Kichot (1957), Hamlet (1964), Król Lear (1971). Napisał książki: Szekspir – nasz współczesny (1962), Głębia ekranu (1971) i Przestwór tragedii (1973).
W 1960 był członkiem jury obradującego na 13. MFF w Cannes. Zasiadał również w jury w trzech edycjach MFF w Moskwie (1965, 1967, 1971).
Zmarł 11 maja 1973 w Leningradzie w wieku 68 lat. Został pochowany na Literatorskich Mostkach Cmentarza Wołkowskiego.

## Filmografia
- 1924: Przygody Oktiabryny
- 1925: Miszka walczy z Judeniczem
- 1926: Czarcie koło
- 1926: Płaszcz
- 1927: Braciszek
- 1927: Sojusz wielkiej sprawy
- 1929: Nowy Babilon
- 1931: Wioska na Ałtaju
- 1935: Młodość Maksyma
- 1937: Powrót Maksyma
- 1939: Maksym
- 1941: Wojenny almanach filmowy nr 2
- 1942: Junyj Fric
- 1945: Prości ludzie
- 1947: Pirogow
- 1951: Bieliński
- 1957: Don Kichot
- 1964: Hamlet
- 1971: Król Lear

## Nagrody i odznaczenia
- Nagroda Stalinowska (1941) – Trylogia o Maksymie (1934–1939)
- Nagroda Leninowska (1965) – za film Hamlet (1964)
- Ludowy Artysta ZSRR (1964)
- Dwa Ordery Lenina
- Order Czerwonego Sztandaru Pracy (1939)
- Order Rewolucji Październikowej
- nagroda BAFTA
- MFF w San Sebastián (1964, Nagroda, film „Don Kichot”)
- 25. MFF w Wenecji (1964, Nagroda Specjalna Jury, film „Hamlet”)